# Chimarra socia
Chimarra socia là một loài Trichoptera trong họ Philopotamidae. Chúng phân bố ở miền Tân bắc.